# Pristimantis nephophilus
Espèce
Synonymes
- Eleutherodactylus nephophilus Duellman & Pramuk, 1999

Statut de conservation UICN

 NT  : Quasi menacé
Pristimantis nephophilus est une espèce d'amphibiens de la famille des Craugastoridae.

## Répartition
Cette espèce se rencontre entre 1 080 et 2 180 m d'altitude :
- en Équateur dans la province de Zamora-Chinchipe ;
- au Pérou dans la région de San Martín.

## Description
Les femelles mesurent de 24,6 à 34,0 mm.

## Publication originale
- Duellman & Pramuk, 1999 : Frogs of the genus Eleutherodactylus (Anura: Leptodactylidae) in the Andes of northern Peru. Scientific Papers Natural History Museum the University of Kansas, no 13, p. 1-78 (texte intégral).